# Collège-lycée-prépa Saint-François-Xavier de Vannes
Le collège-lycée-prépa Saint-François-Xavier est un établissement catholique français d'enseignement secondaire et supérieur, situé 3, rue Thiers à Vannes, non loin du port de plaisance de la ville. Fondé par des jésuites en 1850, il reprend la tradition pédagogique jésuite de l'ancien collège Saint-Yves fondé au XVIIe siècle dont les jésuites avaient été expulsés en 1763.

## Histoire
Le collège, lycée, prépa Saint-François-Xavier, à Vannes est une institution dans le paysage scolaire breton[citation nécessaire]. Sa fondation, en 1850, à l'initiative de la Compagnie de Jésus, parut répondre à la volonté de reprendre et de continuer l'histoire du collège Saint-Yves, antique institution de la ville, dont les jésuites avaient eu la responsabilité au XVIIe siècle et dont ils avaient été chassés au siècle suivant lorsque, par décret royal, l'ensemble de la Compagnie de Jésus avait été bannie de France (1763).
Reconverti en hôpital durant la Première Guerre mondiale, il fut reconstruit après un incendie survenu le dimanche 29 mai 1949.
Le collège-lycée-prépa Saint-François-Xavier de Vannes, avec les Cordeliers de Dinan, les Saints-Anges de Pontivy, le Likès de Quimper, Saint-Stanislas de Nantes et l'Institution Saint-Malo, peut prétendre faire partie du groupe des six lycées privés historiques de Bretagne.
L'établissement accueille environ 1600 élèves dont certains, de la sixième à la prépa, sont internes.
Fondé en 1850 par les pères jésuites, Saint-François-Xavier est un établissement privé. Au lycée, les élèves sont regroupés en équipes de douze jeunes autour d'une activité qu'ils ont choisie, et qui peut être de type intellectuel, sportif, artistique, scientifique ou technique. Ils vivent en système d'autodiscipline. C'est dans ce lycée que Volker Schlöndorff, avec un frère (Arnaud de Solages s.j.), s'est découvert une passion pour le théâtre et la mise en scène lorsqu'il y séjourna un an et demi.

## Chapelle du collège-lycée
La chapelle fut décorée de quatre chandeliers commandés à Eugène Viollet-Le-Duc ; deux sont encore en place, un est acquis par le Philadelphia Museum of Art en 2025.

## Classement du lycée
En 2020, le lycée se classe 6e sur 21 au niveau départemental quant à la qualité d'enseignement, et 454e au niveau national. Le classement s'établit sur trois critères : le taux de réussite au bac, la proportion d'élèves de première qui obtient le baccalauréat en ayant fait les deux dernières années de leur scolarité dans l'établissement, et la valeur ajoutée (calculée à partir de l'origine sociale des élèves, de leur âge et de leurs résultats au diplôme national du brevet)

## Classement des CPGE
Le lycée abrite des CPGE littéraires (Khâgnes B/L).En 2016, L'Étudiant donnait le classement suivant pour les concours de 2015 :
| Filière | Élèves admis dans une grande école* | Taux d'admission* | Classement national |
| --- | ----------------------------------- | ----------------- | ------------------- |
| Khâgne B/L | 1/ 19 élèves                        | 5,3 %             | 13e sur 24          |
| Source : Classement 2016 des prépas - L'Étudiant (Concours de 2015). * le taux d'admission dépend des grandes écoles retenues par l'étude. En khâgne, ce sont 5 écoles de commerce (HEC, ESSEC, ESCP Europe, EM Lyon, EDHEC), l'ENSAE, et 3 ENS qui ont été retenus par L'Étudiant. |                                     |                   |                     |

## Quelques anciens célèbres

### Hommes politiques
- Yannick Moreau, député de la Vendée, maire d'Olonne-sur-Mer ;
- Norbert Trochet, ancien maire de Vannes ;
- Joseph Yvon, député et sénateur du Morbihan ;
- Léonce Franco , chirurgien et député du Morbihan. Président de la Commission départementale du Morbihan.
- Hervé Laudrin, député du Morbihan, Aumônier des Forces Françaises Libres, Maire de Locminé.
- Jean-Marie Le Pen, fondateur du Front national ;

### Acteurs et cinéastes
- Mathieu Carrière
- Volker Schlöndorff, cinéaste ;

### Musiciens
- Georges Cochevelou, harpiste et luthier - père d'Alan Stivell;
- Guy Ropartz, compositeur ;
- Claude-Michel Schönberg, compositeur ;

### Avocats
- Pierre-Yves Milin, avocat
- Philippe Waquet, avocat à la cour d'Appel de Paris, avocat aux Conseils, conseiller à la Cour de cassation

### Plasticiens
- James Tissot, peintre ;
- Xavier Krebs, artiste;
- Christian Frain de la Gaulayrie, peintre;

### Journalistes et écrivains
- Auguste de Villiers de L'Isle-Adam, écrivain ;
- Pascal Praud, journaliste à CNews ;
- Marc Elder, écrivain ;
- Octave Mirbeau, écrivain qui évoqua dans un de ses romans à caractère auto-biographique, Sébastien Roch (1890), l'abominable souvenir qu'il garda de son séjour dans le collège ;
- André Savignon, journaliste et écrivain ;
- Anne-Claire Coudray, journaliste ;
- Yves Mabin Chennevière, écrivain et diplomate ;
- Stéphane Hoffmann, écrivain ;
- François Régis Hutin (1929-2017), journaliste et patron de presse français ;
- Frédérick Rapilly, journaliste et écrivain ;
- Auguste Brizeux, poète romantique ;
- Mathieu Mabin, journaliste ;
- Vincent Hardy, journaliste sportif.

### Scientifiques et universitaires
- Dominique Franco, Président de l'Académie nationale de chirurgie, membre de l'Académie de Médecine, enseignant chercheur à l'Institut Pasteur fils de Léonce Franco
- Benoit Fleury, professeur des Universités
- Jacques Jacquesson, ingénieur atomiste artisan de la première bombe atomique française ;
- Camille de La Croix, historien et archéologue ;
- Jean Robieux, physicien, pionnier de la fusion nucléaire par laser ;
- René Kerviler, ingénieur, archéologue et bibliographe ;
- Édouard Frain de la Gaulayrie, historien ;
- Corentin de Chatelperron, ingénieur et aventurier français né en 1983[4].
- Sébastien Touzé, professeur de droit public à l'université Panthéon-Assas (Paris-II)[5], Directeur de la Fondation René Cassin - Institut International des Droits de l'Homme, ancien membre du Comité contre la torture des Nations unies, déontologue de la Région Grand Est[6].

### Militaires et résistants
- Jacques Andrieux, général, compagnon de la Libération ;
- Jean Franco, Saint-Cyrien, lieutenant, chevalier de la Légion d’honneur, mort pour la France en Algérie (Sétif), fils de Léonce Franco
- Joseph de Goislard de Monsabert, général, compagnon de la Libération ;
- Alfred Heurtaux, aviateur, compagnon de la Libération ;
- Gilbert Renault alias Colonel Rémy, compagnon de la Libération;
- René de Salins, cavalier et parachutiste;
- Jacques Jacquesson ;
- François Lecointre, général, chef d'état-major des armées[7].

### Sportifs
- Loïck Peyron, navigateur ;
- Stéphane Peyron, véliplanchiste ;
- Hervé Phelippeau, Athlétisme, champion d'Europe et recordman de France du 1 500 m
- Fabien Jarsalé, footballeur au Vannes Olympique Club;
- Arthur Coville, joueur de rugby à XV au poste de demi de mêlée au Stade français Paris rugby
- Oscar Thuillez, joueur de rugby à XV au poste de demi d'ouverture au Pays Auray rugby club

## Les équipes du lycée
Depuis les Jésuites, le lycée Saint François-Xavier met en œuvre une démarche pédagogique spécifique, celle des équipes. Une équipe est un groupe composé 10 à 16 filles et garçons allant de la Seconde à la Terminale. Un élève de Terminale, le chef d’équipe, est désigné par le lycée, il est responsable de l’équipe. Un adulte, le moniteur, apporte sa compétence technique au service des élèves.
Ce système a pour objectifs de mélanger des filles et des garçons de tout âge et de construire un projet annuel, dirigé par le chef d'équipe et soutenu par le moniteur.
Les projets des équipes sont divers, pour permettre à chaque lycéen de choisir l'activité qui lui plaît le plus  : photo, voile, art dramatique, culture physique, stylisme, journalisme, danse, arts plastiques, etc. Le projet de chaque équipe est présenté en fin de l'année. Le 1er mai, pendant la fête des équipes, les équipes proposent des activités ou exposent leurs œuvres. Les équipes concernées par les arts du spectacle (Déco spectacle, comédie musicale, art dramatique, musique, danse, etc.) présentent leurs réalisations pendant la semaine des talents.